# カルロス・ロドン
カルロス・アントニオ・ロドン（Carlos Antonio Rodón, 1992年12月10日 - ）は、アメリカ合衆国フロリダ州マイアミ出身のプロ野球選手（投手）。左投左打。MLBのニューヨーク・ヤンキース所属。愛称はロス（Los）。

## 経歴

### プロ入り前
2011年のMLBドラフト16巡目（全体491位）でミルウォーキー・ブルワーズから指名されたが、この時は入団せずにノースカロライナ州立大学へ進学した。
進学後は初年度の2012年から17試合に登板して9勝0敗、防御率1.57、114.2回を投げて135奪三振といきなり主戦投手にのし上がる。また、この年は全米アマチュア野球の最優秀選手に贈られる賞であるゴールデンスパイク賞の最終候補にも挙げられた。
2013年には第39回日米大学野球選手権大会のメンバーとして訪日している。

### プロ入りとホワイトソックス時代
2014年のMLBドラフト1巡目（全体3位）でシカゴ・ホワイトソックスから指名され、7月11日に契約を結んだ。この年は傘下のマイナー3球団（ルーキー級アリゾナリーグ・ホワイトソックス、A+級ウィンストン・セイラム・ダッシュ、AAA級シャーロット・ナイツ）合計で9試合に登板して防御率2.92、24.2回で38奪三振だった。
2015年は開幕をAAA級シャーロットで迎えた。4月20日にメジャー契約を結んでアクティブ・ロースター入りした。翌21日のクリーブランド・インディアンス戦でメジャーデビュー。以後、ルーキーながら先発ローテーションの一角で投げ、3試合のリリーフ登板を含む26試合に投げた。勝ち星は9勝止まりだったが、防御率3.75、投球イニング139.1回とほぼ同等の139奪三振を記録するなど、高い潜在能力を発揮した。
2016年、28試合に先発登板して規定投球回に達した。防御率4.04は前年より少し悪化し、勝ち星9勝も前年と同数だった。WHIPと与四球率を下げつつ奪三振率は向上させたなど、課題の制球力面は改善されたが、代わりに被本塁打が倍増してしまった。9月30日のミネソタ・ツインズ戦では初回先頭打者から7者連続奪三振を記録（アメリカンリーグタイ記録）。
2017年は12試合に先発登板して2勝5敗、防御率4.15、76奪三振を記録した。
2018年は15試合に先発登板して6勝8敗、防御率4.18、90奪三振を記録した。
2019年は5月に左肘のトミー・ジョン手術を受けたため、残りのシーズンは全休となった。
2020年オフの12月2日にノンテンダーFAとなった。
2021年2月1日にホワイトソックスと1年総額300万ドルで再契約した。4月14日のインディアンス戦でノーヒットノーランを達成した。投球数は114球、9回に1死球を出すまでは完全試合。結果は8-0。7月4日に選手間投票で自身初となるオールスターゲームに選出された。最終的に24試合に先発登板して13勝5敗、防御率2.37、185奪三振を記録した。オフの11月3日にFAとなった。

### ジャイアンツ時代
2022年3月14日にサンフランシスコ・ジャイアンツと2年総額4400万ドルの契約を結んだ。内訳は2022年が2150万ドル、2023年が2250万ドルとなっており、2022年オフに契約を破棄してFAになれるオプトアウトの権利が付く。
2022年は31試合に先発登板していずれも自己最多となる14勝、237奪三振を記録した。オフにオプトアウトの権利を行使し、FAとなった。ジャイアンツからはクオリファイング・オファーを提示されたが、これを拒否した。11月16日、ナ・リーグのサイ・ヤング賞投票結果が発表となり第6位に選出された。

### ヤンキース時代
2022年12月22日にニューヨーク・ヤンキースと6年総額1億6200万ドルの契約を結んだ。内訳は契約金500万ドル、2023年の年俸が2200万ドル、2024年から2028年までが2700万ドルとなり、全球団に対するトレード拒否権が含まれる。

## 詳細情報

### 年度別投手成績
| 年 度     | 球 団     | 登 板 | 先 発 | 完 投 | 完 封 | 無 四 球 | 勝 利 | 敗 戦 | セ 丨 ブ | ホ 丨 ル ド | 勝 率 | 打 者 | 投 球 回 | 被 安 打 | 被 本 塁 打 | 与 四 球 | 敬 遠 | 与 死 球 | 奪 三 振 | 暴 投 | ボ 丨 ク | 失 点 | 自 責 点 | 防 御 率 | W H I P |
| --------- | --------- | ----- | ----- | ----- | ----- | -------- | ----- | ----- | -------- | ----------- | ----- | ----- | -------- | -------- | ----------- | -------- | ----- | -------- | -------- | ----- | -------- | ----- | -------- | -------- | ------- |
| 2015      | CWS       | 26    | 23    | 1     | 0     | 0        | 9     | 6     | 0        | 0           | .600  | 607   | 139.1    | 130      | 11          | 71       | 0     | 8        | 139      | 7     | 0        | 63    | 58       | 3.75     | 1.44    |
| 2016      | CWS       | 28    | 28    | 0     | 0     | 0        | 9     | 10    | 0        | 0           | .474  | 715   | 165.0    | 176      | 23          | 54       | 3     | 6        | 168      | 11    | 1        | 82    | 74       | 4.04     | 1.39    |
| 2017      | CWS       | 12    | 12    | 0     | 0     | 0        | 2     | 5     | 0        | 0           | .286  | 297   | 69.1     | 64       | 12          | 31       | 0     | 3        | 76       | 4     | 0        | 35    | 32       | 4.15     | 1.37    |
| 2018      | CWS       | 20    | 20    | 0     | 0     | 0        | 6     | 8     | 0        | 0           | .429  | 511   | 120.2    | 97       | 15          | 55       | 1     | 12       | 90       | 4     | 0        | 61    | 56       | 4.18     | 1.26    |
| 2019      | CWS       | 7     | 7     | 0     | 0     | 0        | 3     | 2     | 0        | 0           | .600  | 158   | 34.2     | 33       | 4           | 17       | 0     | 1        | 46       | 5     | 0        | 22    | 20       | 5.19     | 1.44    |
| 2020      | CWS       | 4     | 2     | 0     | 0     | 0        | 0     | 2     | 0        | 0           | .000  | 35    | 7.2      | 9        | 1           | 3        | 0     | 1        | 6        | 1     | 0        | 7     | 7        | 8.22     | 1.57    |
| 2021      | CWS       | 24    | 24    | 1     | 1     | 0        | 13    | 5     | 0        | 0           | .722  | 534   | 132.2    | 91       | 13          | 36       | 1     | 8        | 185      | 7     | 0        | 39    | 35       | 2.37     | 0.96    |
| 2022      | SF        | 31    | 31    | 1     | 0     | 0        | 14    | 8     | 0        | 0           | .636  | 710   | 178.0    | 131      | 12          | 52       | 0     | 3        | 237      | 10    | 0        | 59    | 57       | 2.88     | 1.03    |
| 2023      | NYY       | 14    | 14    | 0     | 0     | 0        | 3     | 8     | 0        | 0           | .273  | 286   | 64.1     | 65       | 15          | 28       | 0     | 4        | 64       | 9     | 0        | 51    | 49       | 6.85     | 1.45    |
| 2024      | NYY       | 32    | 32    | 0     | 0     | 0        | 16    | 9     | 0        | 0           | .640  | 736   | 175.0    | 157      | 31          | 57       | 0     | 10       | 195      | 3     | 2        | 81    | 77       | 3.96     | 1.22    |
| MLB：10年 | MLB：10年 | 198   | 193   | 3     | 1     | 0        | 75    | 63    | 0        | 0           | .543  | 4589  | 1086.2   | 953      | 137         | 404      | 5     | 56       | 1206     | 61    | 3        | 500   | 465      | 3.85     | 1.25    |

- 2024年度シーズン終了時

### 年度別守備成績
| 年 度 | 球 団 | 投手（P） | 投手（P） | 投手（P） | 投手（P） | 投手（P） | 投手（P） |
| 年 度 | 球 団 | 試 合     | 刺 殺     | 補 殺     | 失 策     | 併 殺     | 守 備 率  |
| ----- | ----- | --------- | --------- | --------- | --------- | --------- | --------- |
| 2015  | CWS   | 26        | 3         | 19        | 0         | 2         | 1.000     |
| 2016  | CWS   | 28        | 5         | 11        | 1         | 0         | .941      |
| 2017  | CWS   | 12        | 2         | 7         | 0         | 0         | 1.000     |
| 2018  | CWS   | 20        | 3         | 12        | 1         | 0         | .938      |
| 2019  | CWS   | 7         | 0         | 1         | 0         | 0         | 1.000     |
| 2020  | CWS   | 4         | 0         | 1         | 0         | 0         | 1.000     |
| 2021  | CWS   | 24        | 3         | 5         | 2         | 0         | .800      |
| 2022  | SF    | 31        | 3         | 9         | 0         | 0         | 1.000     |
| 2023  | NYY   | 14        | 0         | 2         | 0         | 0         | 1.000     |
| 2024  | NYY   | 32        | 4         | 10        | 0         | 0         | 1.000     |
| MLB   | MLB   | 198       | 23        | 77        | 4         | 2         | .962      |

- 2024年度シーズン終了時
- 各年度の太字はリーグ最高

### 表彰
- プレイヤー・オブ・ザ・ウィーク：1回（2021年4月12日 - 18日）
- Topps ルーキーオールスターチーム（英語版） （左投手部門：2015年）

### 記録
- MLBオールスターゲーム選出：2回（2021年、2022年）
- ノーヒットノーラン：1回（2021年4月14日、対クリーブランド・インディアンス戦）

### 背番号
- 55（2015年 - 2021年、2023年 - ）
- 16（2022年）

### 代表歴
- 2013年日米大学野球選手権大会アメリカ合衆国代表